# Ковальчук Костянтин Федорович
Костянти́н Фе́дорович Ковальчу́к (нар.14 вересня 1955) — український учений-економіст. Доктор економічних наук, професор, декан факультету економіки та менеджменту Національної металургійної академії України. Академік АН ВШ України з 2009 р.

## Біографія
Народився в Дніпропетровську. У 1977 р. закінчив з відзнакою Дніпропетровський металургійний інститут. Працював асистентом кафедри механізованої обробки економічної інформації (на даний момент кафедра економічної інформатики [Архівовано 6 Червня 2014 у Wayback Machine.]). У 1979 р. році вступив до аспірантури цієї кафедри. Згодом працював на кафедрі економічної інформатики і автоматизованих систем управління Дніпропетровського металургійного інституту (нині Національна металургійна академія України) асистентом, доцентом, професором.
Дисертації на здобуття наукового ступеня кандидата (1983) та доктора економічних наук (1996) було захищено в Інституті кібернетики імені В. М. Глушкова НАН України. Наукове звання доцента отримав у 1989 р., звання професора — 1997 р.
З 2002 р. — завідувач кафедри фінансів, з 1994 р. — декан факультету економіки і менеджменту Національної металургійної академії України. 

У 1997—2007 рр. — заступник голови спеціалізованої вченої ради по захисту кандидатських та докторських дисертацій.
Нині є членом спеціалізованих вчених рад по захисту кандидатських та докторських дисертацій при Дніпропетровському національному університеті і Київському національному університеті ім. Т. Шевченка. Член редакційної колегії журналу «Металургійна і гірничорудна промисловість» (розділ — економіка і управління виробництвом). Член редакційної колегії наукового економічного журналу «Бізнес Інформ». Член експертної ради з економіки державної акредитаційної комісії МОНУ. Член науково-методичної ради з підготовки фахівців економічного профілю при МОНУ.

## Наукова діяльність
Коло наукових інтересів: теорія управління складними соціально-економічними системами та математичне моделювання управління металургійними підприємствами.
Автор понад 250 наукових праць та навчально-методичних розробок, у тому числі 15 монографій, 3 підручників з грифом МОНУ та 18 статей із міжнародним «імпакт-індексом». Результати досліджень запроваджено у виробництво із значним економічним ефектом.
Успішно проводив наукові дослідження закордоном:
- у Пекінському університеті (Китай, 1988—1989),
- в Академії державних службовців (Німеччина, 1994),
- в Нью-йоркському університеті та Массачусетському технологічному інституті (США, 1995, 2006, 2007),
- Кінгстонському університеті (Велика Британія, Лондон, 2009),
- на факультеті управління Краківської гірничо-металургійної академії (Польща, 2004, 2005, 2007, 2008).

Керує аспірантурою (з 1994), підготував 10 кандидатів економічних наук.

## Нагороди
Нагороджений відзнаками МОНУ — «Відмінник освіти України» (1999), «За наукові досягнення» (2008); відзнаками Асоціації навчальних закладів України приватної форми власності — «За розбудову освіти» (2004), «За духовне відродження нації» (2009).